# Milka (blagovna znamka)
Milka je čokoladni proizvod švicarskega podjetja Chocolat Suchard, prepoznavne vijolične barve pakiranja, registriran leta 1901. Trenutno je v lasti ameriške multinacionalke Mondelēz International, Inc.

## Zgodovina
Je ena najstarejših, najbolj priljubljenih in najbolj prepoznavnih blagovnih znamk na svetu, prisotna od leta 1901, najprej v germanskem svetu, od kamor se je razširila po vsem svetu.